# Lamborghini Veneno
Lamborghini Veneno är en superbil, tillverkad av den italienska biltillverkaren Lamborghini under 2013. Bilen tillverkades i 10 exemplar för att uppmärksamma Lamborghinis 50-årsjubileum som sportbilstillverkare..

## Lamborghini Veneno
Lamborghini Veneno presenterades på Internationella bilsalongen i Genève i mars 2013. Drivlinan hämtas från Aventador-modellen men motorn har trimmats till 750 hk. Även kolfiberchassit kommer från Aventador medan karossen är unik för Veneno. Genom flitig användning av kompositmaterial har Lamborghini bantat bort drygt 100 kg.
Lamborghini byggde tre exemplar för försäljning, en vardera i den italienska flaggans färger: grön, vit och röd. Priset: 3 000 000 euro plus skatt. Den fjärde bilen behåller företaget själva.
Veneno accelererar från 0–100 km/h på 2,9 sekunder och har en topphastighet på 355 km/h.